# Abborrtjärnen (Edefors socken, Norrbotten, 736037-171846)
Abborrtjärnen är en sjö i Bodens kommun och Jokkmokks kommun i Norrbotten och ingår i Luleälvens huvudavrinningsområde. Sjön har en area på 0,119 kvadratkilometer och ligger 219 meter över havet.

## Delavrinningsområde
Abborrtjärnen ingår i det delavrinningsområde (736423-171700) som SMHI kallar för Mynnar i Görjeån. Medelhöjden är 226 meter över havet och ytan är 28,25 kvadratkilometer. Det finns inga avrinningsområden uppströms utan avrinningsområdet är högsta punkten. Kvarnbäcken som avvattnar avrinningsområdet har biflödesordning 3, vilket innebär att vattnet flödar genom totalt 3 vattendrag innan det når havet efter 126 kilometer. Avrinningsområdet består mestadels av skog (71 procent) och sankmarker (21 procent). Avrinningsområdet har 0,19 kvadratkilometer vattenytor vilket ger det en sjöprocent på 0,7 procent.